# Kizomba
Kizomba é um gênero musical e um estilo de dança originado em Angola...com raízes no Semba angolano., erradamente confundido com o zouk, devido ao ritmo ser muito semelhante.
Em Portugal a palavra “kizomba” é usada em termos de marketing para qualquer tipo de música derivada do zouk mesmo que não seja de origem angolana. De notar que muitos angolanos e muitos cabo-verdianos não apreciam o facto de qualquer música baseada no zouk seja chamada de “kizomba”.
- Para muitos angolanos, a palavra “kizomba” devia restringir-se à forma pura praticada por angolanos, geralmente cantado em português. Ocasionalmente, pode conter elementos musicais do semba.
- Para muitos cabo-verdianos, a forma de zouk praticado por cabo-verdianos chama-se “cabo-zouk”, “cabo-love” ou “colá-zouk”[3], quase sempre cantado em crioulo. Alguns autores[2] distinguem o “cabo-zouk” (como sendo uma cópia do zouk) do “colá-zouk” (como sendo zouk contendo elementos musicais da coladeira).

## Origens
Em Angola, nas décadas de 1950 e de 1960, dançava-se nas grandes farras, conhecidas por "kizombadas" muitos estilos musicais tipicamente angolanos, como o semba, a kompa e o caduque (que deu origem à rebita). A kizomba, como dança, tem origem exatamente nessas farras, com dançarinos de renome como Mateus Pele do Zangado, João Cometa e Joana Perna Mbunco ou Jack Rumba, que eram os mais conhecidos e escreviam no chão as passadas notórias dos seus estilos de exibição ao ritmo do semba. Estas passadas evoluíram com o tempo para um estilo mais lento acompanhando também um ritmo menos corrido do semba, já típico na década de 1970 e conhecido por semba lento, um ritmo menos tradicional mas mais do agrado dos jovens, tornando-se uma mescla de ritmos e de sabores, uma dança plena de calor e de sensualidade que propicia uma verdadeira cumplicidade e empatia entre os pares. Este estilo começou a evoluir entre 1980 e 1981 com grupos como Os Fachos, um grupo ligado às FAPLA e liderados por Bel do Samba e os Afro Sond Star que misturavam o semba lento com a kilapanga levando ao aparecimento do ritmo conhecido por kizomba .
O termo kizomba surge também ligado ao estilo em 1981, através do "Bibi o rei da passada", percussionista dos SOS, um grupo que juntando outros estilos, como o merengue angolano, aos ritmos desenvolvidos pelos outros grupos contemporâneos, desenvolveram uma sonoridade mais apetecível e dançante que começou a circular pelas farras angolanas. Um dos membros deste grupo era Eduardo Paim (considerado o Inventor da Kizomba") que, após a dissolução dos SOS, se mudou para Portugal levando com ele o ritmo kizomba, que começou a granjear adeptos em terras Lusas mas erradamente confundido com uma variante do Zouk.

## Estrutura musical
[carece de fontes?]A kizomba é normalmente marcada por uma batida forte em ritmo 4/4, dado por um tambor grave como o surdo, acompanhado por uma melodia dada por um prato de choque. Na introdução e durante as pontes, a batida forte é muitas vezes omitida, ficando apenas a melodia dada pelo prato de choque e pelos outros instrumentos da bateria.

## Confusões com o zouk
O zouk surge nas Antilhas no inicio da década de 1980 pela mão do grupo Kassav', através de uma mistura entre o cadence, um género musical caribenho, e o makossa, um género musical originário das regiões urbanas do Camarões (daí o ser tão parecido ao kizomba[carece de fontes?]), e aparece na Europa, onde se impõem com esse nome, em 1985 através da música "Zouk la sé sèl médicaman nou ni" que cunhou o estilo com o nome zouk. É de notar que zouk não era o nome do estilo musical, de facto os Kassav' nunca tinham atribuído esse nome ao estilo que desenvolveram, significando zouk, em crioulo antilhano, "farra". Por outras palavras o nome da música em português é "A farra é o único medicamento que temos". Como em França pouca gente entendia o crioulo, e o nome que sobressaia do titulo era zouk, o estilo passou a ser assim conhecido.
É nesse contexto que muitos emigrantes cabo-verdianos em França tomam contacto com o zouk e misturam o zouk com a coladeira, criando o cola-zouk, um derivado muito semelhante ao kizomba e tipicamente cantado em crioulo de Cabo-verde. É este ritmo que se confundiu com a kizomba e que se ouve por Portugal quando Eduardo Paim aí chega e lança o seu primeiro disco com kizombas, sendo acusado de criar uma má imitação do zouk. Presentemente, nos países e comunidades lusófonas espalhadas pelo mundo, e devido ao facto de ser muito difícil distinguir entre zouk, cola-zouk e kizomba, todas esses estilos são chamados de kizombas, no entanto de uma forma rude e genérica pode-se dizer que zouk é cantado em francês, cola-zouk em crioulo de Cabo Verde e kizomba em português.

## No Brasil
No Brasil o primeiro artista a gravar kizomba foi o cantor Carioca Paulo Mac, em 2011. Porém o ritmo se tornou conhecido no país quando a cantora Kelly Key gravou o álbum No Controle, lançado em 3 de fevereiro de 2015, focando na sonoridade africana, deixando de lado seu tradicional R&B e dance-pop Segundo Kelly a intenção era buscar exatamente pela originalmente em um estilo desconhecido no Brasil: "Estou fugindo dessa responsabilidade de ser clichê. Já queria gravar kizomba há 13 anos! Hoje me sinto mais madura, e tenho mais conhecimento do movimento como um todo". E em dezembro de 2016, o cantor brasileiro Robson Santos Bachata também conhecido como Ray Robbson lança em Portugal a versão de Mi único mudjer música antes gravada pelo cantor cabo-verdiano Eddu e na versão adaptada para o Português faz a mescla com o idioma crioulo junto ao cantor e autor da canção, sendo assim uma das primeiras manifestações nessa combinação do português brasileiro e cabo-verdiano.
Ray Robbson também levou a canção e o estilo ao Brasil e América Latina e mostrou a muitos artistas e gravadoras do Brasil como : Humberto & Ronaldo, Pedro Paulo e Alex, Zé Henrique & Gabriel, Zé Ricardo & Thiago, Cácio & Marcos, Gabriel Valim, KondZilla, Deckdisc, Sony Music Brasil, Hungria Hip-Hop qual houve um início de negociação entre o rapper e o cantor europeu Nelson Freitas que despontava na Europa e Estados Unidos e entre outros o que causou para alguns um pouco de incerteza pois até então o ritmo ainda não tinha se revelado ao Brasil como viria a seguir.
A kizomba também foi mostrada a artistas latinos e gravadoras como: Codiscos, Mr Black qual veio a gravar também uma kizomba Nene Malo, Pelo D'Ambrózio, Chyno Miranda, Porfírio Piña, Grupo Vena e Dna antigo Grupo Aventura e outros.
2017 e 2018 foram marcantes para a kizomba no Brasil e na América Latina com Zé Felipe que regravou dois hits do cantor Anselmo Ralph, Não me toca, com a participação da cantora Ludmilla e Curtição, fiel ao original de Anselmo Ralph com a produção de Augusto Cabrera. Em seguida o Brasil ganharia o primeiro grande concerto do gênero sob a produção e direção de Kleber Leal, brasileiro naturalizado português. O mesmo trouxe ao Rio de Janeiro o cantor Anselmo Ralph, que também teve representação no Brasil e América Latina por Ray Robbson e Kleber Leal. O audacioso projeto de Kleber Leal no Brasil sofreu algumas barreiras tanto em Portugal como no Brasil e passou por incertezas mas, foi além do esperado lotando a capacidade do Barra Music na capital carioca e surpreendendo as expectativas o show teve participações especiais de Alexandre Pires, Ludmilla, Zé Felipe, Naldo Benny, Thiaguinho, Messinho Marra.
Com ampla divulgação nas principais mídias como SBT, Rede Globo, Rede Record e outros o evento foi um sucesso e a canção Não Me Toca dessa vez na voz de Anselmo Ralph ganhou uma versão de samba produzida por Prateado conceituado produtor brasileiro e na sequência com o nome chamado por alguns no Brasil de Batidão Romântico a kizomba de Aldair Playboy destacando as guitarras por nome de amor falso alcançou as paradas no Brasil virando hit e ganhando também uma nova versão com Wesley Safadão e MC Kevinho. Na sequência Não fala não prá mim com Humberto & Ronaldo e Jerry Smith ultrapassou a marca dos 250 milhões de views. Em seguida Marília Mendonça também gravou uma kizomba com Aldair Playboy e Marcia Felipe gravou com Jerry Smith e muitos outros cantores adotaram o estilo no Brasil que surpreendeu a muitos com a simplicidade dos ritmos eletrônicos em sua maioria.

## Outros significados
Kizomba é uma palavra do kimbundu (o quimbundo o kimbundo), uma das línguas de Angola, e significa encontro, confraternização. Kizomba também significa festa do povo, tendo o nome origem nas danças dos negros que resistiram à escravidão. Era congregação, confraternização, resistência. Um chamado à luta por liberdade e por justiça. Kizomba era festa e resistência cultural de um povo. Era a exaltação da vida e da liberdade . É de notar que esta interpretação da palavra kizomba e da sua origem no kimbundo é relatada já em 1894 no Bulletin of the American Geographical Society of New York.
Kizomba é também uma corrente dentro do movimento estudantil brasileiro.
Kizomba é também o nome de uma plataforma petrolífera angolana.

## Escolas de kizomba pelo mundo
Hoje em dia a kizomba tem tido muita adesão por europeus e americanos, e há uma tendência muito grande de angolanos profissionais na arte de dançar kizomba; estes emigram para essas partes do planeta por causa das oportunidades de emprego na área de docência nas escolas de dança. Já tem havido alguns concursos de kizomba em algumas discotecas da Europa e América porque o estilo tem tido muita expansão, tal como outros estilos, por causa do seu folclore cheio de ritmo.